# Јулије Маканец
Јулије Маканец (Сарајево, 19. септембар 1904 — Загреб, 7. јун 1945) био је хрватски политичар, филозоф и писац. Током Другог светског рата био је министар образовања Независне Државе Хрватске и и високо рангирани усташа.

## Биографија
Макенец је рођен у Сарајеву, образовао се у Осијеку и Бихаћу, а студирао филозофију на Свеучилишту у Загребу, где је докторирао 1927. године. Између 1929. и 1940. године био је гимназијски професор у Бјеловару, Копривници и неколико других градова у Хрватској, као и у Србији, односно Лесковцу. У новембру 1940. године као члан Хрватске сељачке странке постао је градоначелник Бјеловара. Имао је улогу у Бјеловарској побуни када је након побуне Хрвата у војсци Краљевине Југославије током првих дана инвазије на Југославију прогласио „васкрснуће хрватске државе“.

## Други светски рат
Према његовом извештају, положио је усташку заклетву у априлу 1941. године, неколико дана након успостављања Независне Државе Хрватски, али историчари верују да се Маканец усташама придружио много раније, крајем 1939. или почетком 1940. године. Убрзо након формирања усташке владе, служио је као ађутант у штабу хрватске војске у Билогори, у Бјеловару. Од 1942. године био је шеф духовног одгоја у усташкој омладини. У марту 1943. именован је професором филозофије на Филозофском факултету у Загребу.  У октобру 1943. године постоао је министар образовања у Независној Држави Хрватској.
Један је од одговорних за масакр у Гудовцу, када је убијено 196 Срба и Јевреја.
У брошури из 1942. године под насловом Усташке врлине, Маканец је написао: „[...] свака заједница има право да истреби, уништи или бар учини безопасним оне појединце који је ослабе и доведу до пропасти због свог потпуног изражавања недостатка врлине.” Дана 6. маја 1945. године, пре него што су југословенски партизани ушли у Загреб, Маканец је побегао из града у групи од шеснаест владиних министара. Дана 17. маја исте године предали су се Британцима у Тамсвегу, Аустрија и изручени су југословенским властима. Након једнодневног суђења пред војним судом у Загребу 6. јуна, Маканец је осуђен на смрт због велеиздаје и ратних злочина, а погубљен је стрељачким водом ујутру наредног дана.

## Радови
Књига:
- Марксистичка филозофија природе (Загреб, 1938)
- О подријетлу и смислу државе (Загреб, 1939)
- Поглавник о бољшевизму (Загреб, 1942)
- Усташке врлине (Загреб, 1942)
- Велико раскршће (Загреб, 1942)
- Развој државне мисли од Платона до Хегела (Загреб, 1943)
- Хрватски видици (Загреб, 1944)